# 紫電改のタカ
紫電改のタカ（しでんかいのタカ）は、ちばてつやの漫画。少年漫画誌『週刊少年マガジン』に1963年（昭和38年）7月から1965年（昭和40年）1月まで連載され、その後も新書／文庫による単行本が出版された。

## 概要
太平洋戦争末期に日本海軍の最後の希望として配備され、防空戦で奮戦した戦闘機「紫電改」に搭乗するパイロットとその周囲の人々を描いた戦記漫画。戦う軍人や航空機を勇ましく、美しく描く一方で、死と隣り合わせの戦争の中で生きる若者たちの苦痛や苦悩を描き出し、子供たちに戦争の二面性を感じさせ、当時の多くの子供の心をつかんだ人気作品となった。
この当時、戦記物のブームがあり、ちばてつやも編集部の依頼で書くこととなった（ただし、この時点であまり気が進まなかったと後に語っている）。連載当初は、一般的な戦記物と同じような展開をしていたのだが、書けば書くほどに疑問が募り、中盤以降独自の展開をするようになる。特に、終盤は、ちばてつやの戦争に対する思いが前面に押し出されることとなり、当時の戦記物漫画とは一線を画した作品となる。また、連載当時子供であった世代の人々に紫電改は日本海軍航空隊の有終の美を飾った名機であり、「剣部隊」こと（第二次）第343海軍航空隊はエースパイロットを集めた精鋭部隊であると認識させるのに一役買った漫画でもある。
作者のちばてつや自身は「この作品は失敗作だと思っている。話が地味で悲惨であり、主人公もくそまじめだから（原文ママ）」とコメントしている。だが近年に至るもこの作品は数年毎に新装出版され続けている。

## あらすじ
主人公は滝城太郎一飛曹（のち飛行兵曹長）という大日本帝国海軍の青年パイロット。
ストーリーは太平洋戦争末期、当時日本領だった台湾の日本海軍高雄基地から始まる。高雄基地駐留の帝国海軍第701飛行隊は20数機そこそこの編隊。50機以上の米海軍戦闘部隊との決戦で飛行隊長、白根少佐を含むほとんどが戦死。主人公の滝をはじめ、紺野一飛曹、久保一飛曹、米田二飛曹の4人が生き残り、後に源田実が設立させた防空部隊の三四三空（松山三四三航空隊）通称“剣部隊”に編入し、活躍する。主人公の滝城太郎は新戦法をあみだし、やがて撃墜王となってゆくが、終戦を目前にして特攻隊員として出撃してゆく。

## 登場人物
担当声優はソノシート版 / ドラマCD版でのキャスト。特別記載がなければドラマCD版のもの。

### 日本軍
滝城太郎（たきじょうたろう）
声 - 小宮山清 / 斉藤壮馬
主人公。一飛曹のち飛行兵曹長（作中では「兵曹長」）。おはぎが大好物。地元の四国松山出身。優しげな外見に似合わず豪胆で、他の者が思いもつかぬ大胆な発想で度々戦果を挙げる。敵の眼前から消えたと見えるほどの急降下の後、急上昇して敵を真下から攻撃する「逆タカ戦法」が得意技。他の者がこれを真似ると機体に負荷がかかり空中分解する恐れがある。後にさらに強力な「新戦法」を編み出すが、具体的にどんな戦法かは作中では明確にされなかった。終戦の暁には教師を目指す夢を抱くも願いは叶わず、皮肉にも終戦直前とおぼしき最後の局面で特攻出撃を命じられ出撃する（生死の行方ははっきり描かれていないが、状況から見て戦死したことは間違いないと思われる）。
なお、作品タイトルは紫電改だが、彼らの当初の乗機は原型機の紫電である。
紺野一飛曹
声 - 羽多野渉
滝が最初に配属された701飛行部隊の班長。北海道出身。当初は滝に対し敵意にも似たライバル意識を燃やし、遂には決闘へと発展するが、やがて固い友情で結ばれていく。柔道、剣道、空手に通じた剛の者。701部隊全滅後、一時は米軍の捕虜となるも命からがら脱出。松山の三四三基地から秘密部隊、最後は大分基地に配属となり、特攻出撃にて戦死。
久保吾作一飛曹
声 - 江口拓也
701飛行部隊隊員滝と最初に友達になった人物。秋田出身。豪快でおっちょこちょいな性格。701部隊全滅後、捕虜となった米軍基地から脱走の際に重傷を負うも、滝の超人的な活躍で日本軍の前線基地にたどり着き、一命を取り留める。やがて紺野、米田と共に松山の三四三部隊に所属。あとは紺野と同様。最後は特攻出撃にて戦死。
米田二飛曹
701飛行部隊隊員。医者の息子で優しい性格。秘密部隊として作戦決行中に爆発に巻き込まれて深手を負い、日本への帰途死亡。
米田二郎二飛曹
声 - 武内駿輔
米田二飛曹の弟。特攻出撃するも一目兄に会いたいと秘密基地周辺をさまよっていたところを滝たちに保護される。7人のさむらいに弱虫呼ばわりされるも、兄の名誉挽回と出撃。その後滝らと共に松山に帰還。特攻隊の人選からは外れる。
黒岩上飛曹
優秀だが残忍な性格の持ち主。ジョージと格闘で敗れ、捕虜として拘留中の兄トーマスに会わせることを約束するも、捕虜収容所では一転してジョージを射殺、更に見張りをしていた滝にスパイ嫌疑を着せる。最後はトーマスの機をジョージと勘違いして恐怖のあまり発狂、トーマスの体当たりで墜落、戦死。
花田上飛曹
声 - 三宅健太
スマトラの生き残りである「7人のさむらい」の隊長。仲間と共に零式輸送機で松山基地に帰還、滝の率いる秘密部隊に配属されるが、年下の滝の配下となるのを良しとせず、激しく対立。撃墜を企てたり、格闘での勝負を持ちかけたりする。秘密基地では滝に変わって隊長に就任、ことあるごとに滝を抹殺しようと画策する。秘密基地から生還した後、松山で滝の新戦法を体得して、坂井中尉が滝に授けた黒い紫電改でモスキトンとの勝負に臨むが敗れ、なんとしてでも滝に黒い紫電改を返そうと血染めの遺書をコクピットにしたため、基地に戻って絶命。
伴一飛曹
7人のさむらいの一人。酒癖が悪く、松山に降り立った直後に久保に絡んでけんかとなり、滝に投げ飛ばされる。花田の忠実な部下だったが、滝に対する花田のあまりに激しい仕打ちに嫌気が差し、離れていく。秘密基地から生還した後松山、大分と転属。最後は滝らと共に特攻出撃、戦死。
円城寺一飛曹
7人のさむらいの一人。関西弁の巨漢。秘密基地から生還した後松山、大分と転属。最後は滝らと共に特攻出撃、戦死。
居断一飛曹
7人のさむらいの一人。秘密基地から生還した後松山、大分と転属。花田いわく「しのびの術」の使い手。最後は滝らと共に特攻出撃、戦死。名前はイタチから。
井関一飛曹、田村一飛曹、石松飛曹
7人のさむらいたち。秘密基地から帰還途中にグラマンの編隊と激戦の上戦死。
白根少佐
声 - 中尾隆聖
滝の最初の上官。この物語が始まる台湾・高雄基地の701部隊の隊長。滝の着任翌朝に部隊を率いて出撃、敵の大編隊と激戦の上、戦死。最後となる出撃前夜、滝と紺野の喧嘩の見物をしていた菅野大尉と勝者を賭け負ける。翌朝出撃時に机上の妻の写真を見ながら名前（雪子）をつぶやき、賭けの賞品であった軍刀（日中戦争の手柄で山本五十六大将から授かった）を菅野大尉に渡す。
菅野直大尉
声 - 関俊彦
滝らの上官でよき理解者。実際の彼とは異なり、ヒゲ面のいかついオヤジで一人称は「わし」。実際の彼より年配に表現されており、源田の副官の様なポジションとなっている（実際には源田の大のお気に入りではあったが、副官というわけではなく、数名いる飛行隊長の一人に過ぎなかった。実際の年齢・容貌・性格などは滝に近く、搭乗員として若手とされる年齢であった）。気を利かせて滝と信子の面会を許すなどしており、滝曰く「顔に似合わずやさしい人」。最終巻にて遂に未帰還となり、戦死した事が配下の隊員によって語られ、滝はその死にショックを受けていた。なお、何故か343空の他の飛行隊長らは登場していない。
坂井三郎少尉
声 - 三木眞一郎
黒い紫電改を滝に渡すため（本当の目的はモスキトン迎撃の依頼であったと想像できる）に松山基地に飛来した。新戦法に興味を持っており滝に飛行させるが、同時に滝の尋常ではない疲れ方に気づき、滝を南アルプスの山奥に在住する日中戦争の生き残りという元海軍大佐の元に預ける。
源田実大佐
三四三空の司令。若い搭乗員達にも理解を示す。
宇津井大尉
南海の孤島の洞窟を利用した秘密基地において滝率いる秘密部隊の司令官。激しい戦歴を物語るかのように義手、義足。スクラップを集めて再生した「員数外」の乗機で（本人曰く「見た目は悪くても性能はいいんだ」）秘密基地を発見した潜水艦を一度に数隻撃沈するなど、腕は確かであり、7人のさむらい達でさえ敬服するほど。命令に背いて基地を飛び出した滝を隊長から解任する。主にモーターボートを使った作戦を展開。最後は敵機動部隊に爆弾を取り付ける作戦を決行するも、敵に発見される。生き残った滝や7人のさむらいたちを送り出した後、「自分はただの老いたる破壊兵器」との自嘲を残し、島もろとも壮烈なる爆死を遂げる。
梨原中佐
声 - 玄田哲章
「特攻隊の鬼」と異名をとる。特攻出撃命令を告げ、反抗する滝に鉄拳制裁を加えるも、「愛する家族の為、どうか笑って散って欲しい」と涙を浮かべ、滝らと共に出撃。
信子
声 - 上田麗奈
滝の幼馴染。故郷の松山で滝の母を支える。松山基地の滝におはぎを差し入れに来て、菅野大尉の計らいで滝と面会した事も。滝の特攻出撃直後に、滝の母と共に笑顔で大分駅に到着するのが、この漫画のラストシーンである。

### アメリカ軍
ジョージ
真っ赤な飛行服をまといP40ウォーホークを駆る若きエースパイロット。滝が空戦中に会話を交わした最初の米軍パイロット。2度撃墜されるが脱出しその度に滝と再会する事になる。2回目の滝との再会で黒岩に射殺される。
トマス
ジョージの兄。捕虜として松山基地に収容されていたが目の前で弟を射殺され、弟を殺したのは滝と誤解したトマスは弟と同じくP40ウォーホークを駆り復讐に向かう。
タイガー・モスキトン
声 - ランズベリー・アーサー
真珠湾攻撃で両親と6人の兄弟が殺され、家族で唯一生存した。日本軍に激しい憎悪を燃やし、陸軍航空隊に志願入隊する。縞模様のP51ムスタングを駆り花田上飛曹他32名の日本パイロットを撃墜する。その私怨に駆られた復讐劇には敵はおろか友軍にすら嫌悪されており、滝との空戦中に遭遇した米海軍艦載機たちは双方を無視して飛び去ってしまう程だった。最後は無人島で滝に身の上話、水を汲んでくれと頼んで滝がその場を離れた隙に短銃自殺を遂げる。容姿はジョージとそっくりであり、モスキトンの素顔を見た滝が驚いたそぶりを見せたのもその為と思われるが、作中では明言されていない。

## 漫画以外のメディア化

### ソノシート

#### 「現代 フォノ・マンガ3」
朝日ソノラマから1964年8月に発売された。
- その他のキャスト
  - ナレーター：野沢那智
  - スカイキング大尉：近石真介
  - 菅野大尉：不明

#### 収録曲
「太平洋のタカ」
作詞 - 黒川乙郎 / 作曲 - 谷口又士 / 歌 - 不明
「紫電改のマーチ」
作詞 - 徳川龍彦 / 作曲 - 谷口又士 / 歌 - 不明

### ドラマCD

#### 紫電改のタカ
戦後70年の2015年に、制作・発売された作品。81プロデュースの創立35周年を記念して制作された。
- その他のキャスト
  - 春江：赤﨑千夏
  - ひな：奥野香耶
  - 古参兵：東條達也、近衛秀馬、多田啓太
  - 滝の母：弘中くみ子
  - ナレーション：三木眞一郎
  - 語り部：大平透